# Spiro Agnew
Spiro Theodore Agnew (Baltimore, Maryland; 9 de noviembre de 1918-Berlin, Maryland; 17 de septiembre de 1996) fue un político y abogado estadounidense. Vicepresidente de los Estados Unidos entre 1969 y 1973.

## Biografía

### Orígenes y formación
Nació en Towson, Maryland, con el nombre de Spiros Anagnostopoulos. Hijo de un inmigrante griego, acudió a escuelas públicas de Baltimore antes de entrar en la Universidad Johns Hopkins donde estudió Química durante tres años.
En 1940 se alistó en las Fuerzas Armadas y fue destinado a Europa durante la Segunda Guerra Mundial. Le fue otorgada la Estrella de Bronce por su servicio en Francia y Alemania.
A la vuelta estudió Derecho en la Universidad de Baltimore por las noches, mientras de día trabajaba en una tienda de ultramarinos. Una vez graduado comenzó a ejercer como abogado en los suburbios de Baltimore.

## Política

### Primeros pasos
A pesar de que su padre era un destacado demócrata desde que emigró a Estados Unidos, Agnew empezó a trabajar para el congresista republicano James Devereux y en 1957 fue nombrado miembro de la Junta de Apelaciones del condado de Baltimore.
En 1962 fue elegido jefe del Comité Ejecutivo del condado de Baltimore. Un puesto para el cual sólo habían sido elegido políticos demócratas en todo el siglo XX. Agnew se había presentado como un republicano de ideas reformistas y una vez en el cargo se destacó por apoyar y firmar leyes progresistas que declaraban ilegal cualquier expresión de discriminación racial.

### Gobernador de Maryland
La popularidad alcanzada por sus políticas de integración racial le permitió presentarse con éxito al puesto de  gobernador del Estado de Maryland en 1966 como candidato del Partido Republicano. Maryland era un estado tradicionalmente demócrata, pero el candidato de ese partido fue el segregacionista Roger Hayden. Esto permitió a Agnew contar con el apoyo de la comunidad negra y atraer mucho voto progresista, convirtiéndose en el 22.º gobernador de Maryland.
En sus dos años como gobernador, se destacó por su eficacia a la hora de trabajar con los demócratas que controlaban la Asamblea estatal. Emprendió reformas fiscales y judiciales, así como importantes medidas contra la polución y la preservación del medio ambiente.
Continuó fomentando su imagen de integrador en temas raciales vetando una ley que pretendía prohibir los matrimonios de personas de diferente raza. Pero durante los disturbios ocurridos en los días posteriores al asesinato de Martin Luther King, Agnew enfureció a algunos líderes afroamericanos al decirles: "Les pido que rechacen a los racistas negros. Eso es lo que no han estado dispuestos a hacer hasta ahora".
Tuvo que movilizar a 5700 hombres de la Guardia Nacional y cerca de 4800 tropas federales para sofocar los disturbios.

## Candidato a la vicepresidencia en 1968
En las elecciones presidenciales de 1968 apoyó al gobernador de Nueva York, Nelson Rockefeller, para la nominación republicana. "Es el hombre más cualificado para ser presidente" decía al patrocinar una organización en apoyo a su candidatura en Maryland.
Cuando Richard Nixon se hizo con la nominación, nadie esperaba que se fuese a fijar en el gobernador Agnew para que fuera su candidato a la vicepresidencia. Estaba claro que el factor decisivo en la decisión de Nixon sería que el elegido pudiera llegar a sectores del electorado a los que él no podía llegar. Agnew encajaba en ese perfil pero su corta experiencia, al llevar sólo dos años como gobernador, no lo colocaba entre los favoritos.
El más mencionado como compañero de viaje de Nixon era el senador por Illinois, Charles Percy. Un republicano liberal, veterano de la administración Eisenhower, que en las primarias había apoyado a Rockefeller. Percy podía ofrecer a Nixon accesibilidad al electorado más progresista y le aseguraba la victoria en un Estado crucial como Illinois. La delegación de Illinois, a diferencia de su senador, había apoyado desde el principio a Nixon por lo que el apoyo parecía claro.
También fueron propuestos otros nombres. El entonces líder de los republicanos en la Cámara de Representantes, Gerald Ford, propuso en la convención al alcalde de Nueva York, John Lindsay. Pero Nixon no se sentía cómodo con ninguno de estos nombres. Se fijó en Spiro Agnew.
Ambos compartían un origen humilde por lo que pudo sentirse identificado con él. Además, en Agnew veía a un gobernador de éxito de un estado tradicionalmente demócrata, además de a un político duro y eficaz haciendo campaña. También le ofrecía experiencia en un campo de la política que en aquellos años, marcados por grandes conflictos sociales en las ciudades, era fundamental: asuntos urbanos.
La elección de Agnew era además sintomática de las pésimas relaciones de Nixon con los barones republicanos de la Costa Este de los Estados Unidos.

## Vicepresidente de Estados Unidos 1969-1973
Como vicepresidente Agnew no tuvo demasiado peso en la toma de decisiones. Su tarea era otra. Atrajo pronto la atención por sus habituales y polémicas declaraciones públicas. Tachó a los críticos de la guerra de Vietnam de "insolentes snobs" y atacó a los medios de comunicación liberales acusándolos de representar a una "pequeña élite que nunca ha sido elegida por los ciudadanos" y de ser unos "maharajaes chocheantes del nihilismo". Se convirtió así en el enemigo público número uno del Estados Unidos más liberal.
Se daba por hecho que en líneas generales la función de Agnew era expresar los pensamientos que el propio presidente Nixon compartía pero no manifestaba para evitar la polémica. El vicepresidente actuaba como el perro de presa de la administración. A pesar de haber sido siempre un republicano moderado, incluso liberal, su nuevo rol y sus declaraciones incendiarias contra los rivales del gobierno le hicieron inmensamente popular entre los activistas más conservadores y el mejor recaudador de fondos para el partido.
A pesar de las miserias acontecidas en Vietnam, las elecciones presidenciales de 1972 se plantearon sin color. Los demócratas estaban divididos en facciones difícilmente reconciliables y el senador George McGovern, candidato demócrata elegido para plantar batalla a Nixon, se encontró con tantos enemigos fuera como dentro de su partido. 
Los republicanos llegaron a noviembre de 1972 unidos y sin rival, y Nixon y Agnew conservaron sus sillones tras barrer a sus adversarios. Ganaron en 49 de los 50 estados de la Unión. En todos, salvo Massachusetts.
Pero durante aquella campaña se produjo un hecho que torció la vida política de la administración: el llamado escándalo Watergate. Los periodistas del Washington Post descubrieron que los jefes de campaña republicanos habían organizado de forma sistemática la extorsión y el desprestigio de los candidatos demócratas, habían creado un circuito paralelo de recaudación de fondos y habían planeado el espionaje del cuartel general de los demócratas.
Pero el vicepresidente Agnew tenía sus propios problemas. Estaba siendo investigado por haber recibido 29 500 dólares en sobornos cuando era gobernador de Maryland. Fue procesado en 1973 por evasión fiscal y blanqueo de dinero y condenado a pagar una multa de 10 000 dólares y a tres años de libertad condicional.
Dimitió como vicepresidente el 10 de octubre de 1973. Con su renuncia se aplicó por primera vez la Vigesimoquinta Enmienda a la Constitución de los Estados Unidos. En ese caso, el presidente de los Estados Unidos designa un vicepresidente que debe ser confirmado por la mayoría de ambas cámaras del Congreso de los EE. UU. Su vacante fue ocupada por Gerald Ford. Muchos interpretaron los hechos como una jugada de Nixon por salvar su propia cabeza, entregando a sus enemigos a su odiado vicepresidente. Todo parece indicar que la operación para derribar a Agnew fue iniciada por la propia administración con la intención de arrojar una dimisión como pasto para los que pedían sangre, en la idea de que continuar con la ofensiva hasta tener la renuncia del presidente sería demasiado escandaloso.

## Últimos años
Durante el resto de su vida, Agnew se mantuvo alejado de los medios de comunicación y de la política de Washington. Al afirmar que se sentía "totalmente abandonado", Agnew se negó a aceptar todas y cada una de las llamadas telefónicas del presidente Nixon. Cuando Nixon murió en 1994, sus hijas invitaron a Agnew a asistir al funeral en Yorba Linda, California. Al principio se negó, todavía amargado por cómo lo había tratado la Casa Blanca en sus últimos días como vicepresidente; a lo largo de los años, había rechazado varias propuestas del campo de Nixon para reparar las relaciones. Lo persuadieron para que aceptara la invitación y allí recibió una calurosa bienvenida de sus antiguos colegas. "Decidí después de veinte años de resentimiento dejarlo de lado", dijo. Un año después, Agnew se presentó en el Capitolio de Washington para la dedicación de un busto suyo, que se colocaría con los de otros vicepresidentes. Agnew comentó: "No estoy ciego ni sordo al hecho de que algunas personas sienten que... el Senado al encargar este busto me está dando un honor que no merezco. Les recordaría a estas personas que... esta ceremonia tiene menos que ver con Spiro Agnew que con el cargo que ocupé".
El 16 de septiembre de 1996, Agnew colapsó en su casa de verano en Ocean City, Maryland. Fue llevado al Atlantic General Hospital en Berlín, Maryland, donde murió la noche siguiente. La causa de la muerte fue una leucemia aguda no diagnosticada. Agnew se mantuvo en forma y activo hasta los setenta años, jugaba golf y tenis con regularidad, y estaba programado para jugar tenis con un amigo el día de su muerte. El funeral, en Timonium, Maryland, se limitó principalmente a la familia; Buchanan y algunos exmiembros del Servicio Secreto de Agnew también asistieron para presentar sus respetos finales. En reconocimiento a su servicio como vicepresidente, una guardia de honor de los servicios militares combinados disparó una salva de 21 cañonazos junto a la tumba. La esposa de Agnew, Judith, le sobrevivió 16 años y murió en Rancho Mirage el 20 de junio de 2012.